# ناگاداک
ناگاداک (به لاتین: Nagadak) یک منطقهٔ مسکونی در روسیه است که در باشقیرستان واقع شده‌است.